# BMW Sauber F1.09
Chronologie des modèles (2009)
BMW Sauber F1.08 BMW Sauber C29
La BMW Sauber F1.09 est la monoplace de Formule 1 engagée par l'équipe BMW Sauber F1 Team dans le championnat du monde de Formule 1 2009.
Présentée à la presse le mardi 20 janvier 2009 lors des essais sur l'Autódromo Internacional do Algarve, cette monoplace tient compte des modifications de règlements introduites en 2009 et présente un aileron avant élargi, un aileron arrière rétréci et relevé, et des pneus slicks. Ses pilotes sont le Polonais Robert Kubica et l'Allemand Nick Heidfeld.
La BMW Sauber F1.09 est la dernière monoplace de l'écurie qui se retire du championnat du monde à l'issue de la saison 2009. Conçue originellement dotée du système SREC, la monoplace abandonne ce système en cours de saison, faute de résultats probants.

## Résultats en championnat du monde de Formule 1
| Saison | Écurie             | Moteur       | Pneus       | Pilotes       | Courses | Courses | Courses | Courses | Courses | Courses | Courses | Courses | Courses | Courses | Courses | Courses | Courses | Courses | Courses | Courses | Courses | Points inscrits | Classement |
| Saison | Écurie             | Moteur       | Pneus       | Pilotes       | 1       | 2       | 3       | 4       | 5       | 6       | 7       | 8       | 9       | 10      | 11      | 12      | 13      | 14      | 15      | 16      | 17      | Points inscrits | Classement |
| ------ | ------------------ | ------------ | ----------- | ------------- | ------- | ------- | ------- | ------- | ------- | ------- | ------- | ------- | ------- | ------- | ------- | ------- | ------- | ------- | ------- | ------- | ------- | --------------- | ---------- |
| 2009   | BMW Sauber F1 Team | BMW P86/9 V8 | Bridgestone |               | AUS     | MAL **  | CHI     | BAH     | ESP     | MON     | TUR     | GBR     | ALL     | HON     | EUR     | BEL     | ITA     | SIN     | JAP     | BRÉ     | ABU     | 36              | 6e         |
| 2009   | BMW Sauber F1 Team | BMW P86/9 V8 | Bridgestone | Robert Kubica | 14e*    | Abd     | 13e     | 18e     | 11e     | Abd     | 7e      | 13e     | 14e     | 13e     | 8e      | 4e      | Abd     | 8e      | 9e      | 2e      | 10e     | 36              | 6e         |
| 2009   | BMW Sauber F1 Team | BMW P86/9 V8 | Bridgestone | Nick Heidfeld | 10e     | 2e      | 12e     | 19e     | 7e      | 11e     | 11e     | 15e     | 10e     | 11e     | 11e     | 5e      | 7e      | Abd     | 6e      | Abd     | 5e      | 36              | 6e         |

Légende : ici 
- * : Le pilote n'a pas fini la course, mais a été classé parce qu'il a parcouru plus de 90 % de la distance de la course.
- ** : La moitié des points a été distribuée parce que la course a été réduite de moins de 75 % de la distance de la course.